# Zephronia larvalis
Zephronia larvalis är en mångfotingart som beskrevs av Butler 1878. Zephronia larvalis ingår i släktet Zephronia och familjen Zephroniidae. Inga underarter finns listade i Catalogue of Life.